# Семейство рассеянных скоплений
Семейство рассеянных скоплений — группа молодых рассеянных звёздных скоплений, находящихся приблизительно на одной стадии эволюции (разброс возрастов ~30 млн лет) и расположенных в относительно малой области диска галактики (радиус порядка 250 пк).
Рассеянные скопления обычно образуются группами внутри областей звездообразования. Если одновременно рассматривать возраст, пространственное распределение и кинематические свойства, то многие известные молодые рассеянные скопления входят в состав групп.
Пискунов и др. (2006) обнаружили четыре комплекса рассеянных звёздных скоплений (англ. open cloud complex) различного возраста, содержащие несколько десятков скоплений. Наличие по меньшей мере пяти динамических семейств рассеянных скоплений в диске Млечного Пути было подтверждено при статистическом анализе, который провели де ла Фуэнтэ Маркос и де ла Фуэнтэ Маркос в 2008 году. Названия семейств в порядке увеличения расстояния до них: семейство Ориона, Щита-Стрельца, Лебедя, Скорпиона, Кассиопеи-Персея. Данные семейства ассоциированы со спиральными рукавами Галактики; существуют семейства короткое время, являются предшественниками сверхскоплений, движущихся групп звёзд и звёздных потоков (де ла Фуэнтэ Маркос и де ла Фуэнтэ Маркос, 2008).
Семейство скоплений Кассиопеи-Персея расположено в 2 кпк от Солнца в направлении между созвездиями Кассиопеи и Персея и находится в спиральном рукаве Персея (де ла Фуэнтэ Маркос и де ла Фуэнтэ Маркос, 2009). Семейство представляет собой плоскую структуру, наклонённую под углом около 30° относительно  плоскости Галактики.  Диаметр семейства составляет 600 пк, в состав семейства входят от 10 до 20 скоплений. Большая часть представителей семейства расположена под плоскостью Млечного Пути и удаляется от неё. Семейство начало формироваться от 20 до 40 млн лет назад.